# Karl Sievers (Baumeister)
Karl Sievers (* 1880; † 13. September 1925) war ein deutscher Bauingenieur und Baubeamter, seit 1909 stand er im Dienst der Stadt Berlin.

## Leben
Er begann seine Tätigkeit in der kommunalen Bauverwaltung im Rang eines Regierungsbaumeisters (Assessor), arbeitete dann als Vorstand des Tiefbauamtes III und war danach im Hafenbauamt tätig. 1915 wurde er zum Magistratsbaurat befördert, seit 1921 war er Mitglied des Technischen Oberprüfungsamtes. Die Leitung des Brückenbauamtes hatte er seit 1923 inne. Im Jahr 1923 wurde er zum außerordentlichen Mitglied der Preußischen Akademie des Bauwesens ernannt.
Unter seiner Leitung und im Zusammenwirken mit Magistratsbaurat La Baume entstand das Projekt zum Bau des Spreetunnels in Friedrichshagen. 

„Karl Sievers, der seit dem Jahr 1909 in städtischen Diensten stand, hat sich sowohl als Vorstand des Hafenbauamtes bei dem Bau des Westhafens als auch als Leiter des mit besonders schwierigen Aufgaben betrauten Brückenbauamtes große Verdienste erworben. (...) Das letztere Amt stellt an seinen Inhaber hinsichtlich seiner Fähigkeiten und seines theoretischen Wissens hohe Anforderungen und erfordert insbesondere auf dem Gebiet der Statik ein hohes Maß an Spezialkenntnissen.“

| Personendaten    | Personendaten                                              |
| ---------------- | ---------------------------------------------------------- |
| NAME             | Sievers, Karl                                              |
| KURZBESCHREIBUNG | deutscher Bauingenieur und kommunaler Baubeamter in Berlin |
| GEBURTSDATUM     | 1880                                                       |
| STERBEDATUM      | 13. September 1925                                         |